# 허먼 데이비스
허먼 데이비스(Herman Davis, 1888년 1월 3일 – 1923년 1월 5일)는 제1차 세계 대전의 훈장을 받은 미국의 저격수였다. 그는 미국 보병 제29사단 제113보병연대 I중대 이등병이었다.
매닐라에서 태어난 데이비스는 1918년 3월 육군에 징집되었다. 1918년 10월 10일, 그는 뫼즈-아르곤 공세 중 베르됭 근처에서 표준 지급 1903 스프링필드 소총과 개방형 조준기를 사용하여 네 명의 독일 기관총 사수를 사살하여 명성을 얻었다. 기관총 사수들은 그의 소대를 꼼짝 못하게 했지만, 그의 행동으로 소대는 안전하게 전진할 수 있었다. 또 다른 상황에서는 데이비스가 1,000야드 떨어진 곳에 기관총을 설치하던 적군 병사 5명을 총으로 쏴 죽였다. 그들은 그 거리가 미군 병력의 사정거리 밖이라고 생각했다. 거리가 너무 멀다는 말을 듣고 그는 "아니, 그건 그냥 좋은 사격 거리일 뿐이야."라고 말했다. 그의 명사수 실력은 빅 레이크 지역에서 어린 시절 작은 사냥감을 사냥하며 길러진 기술 덕분이었다.
존 J. 퍼싱 장군은 데이비스를 제1차 세계 대전의 100대 영웅 중 네 번째로 꼽았다. 그는 미국과 프랑스 정부로부터 수훈십자장, 야자잎이 달린 크루아 드 게르, 금성장이 달린 크루아 드 게르, 메달 밀리테르를 받았다. 데이비스는 1919년 5월 29일 육군에서 명예롭게 전역했다. 전쟁 후 그는 고향으로 돌아와 4년 후인 1923년 1월 5일에 전쟁 중 독가스 노출로 인해 감염되었을 가능성이 있는 결핵 관련 수술 중 사망했다.
그의 고향 매닐라에 있는 허먼 데이비스 주립공원과 공원에 있는 기념비, 매닐라의 한 거리는 그를 기리고 있다. 데이비스의 고향 매닐라의 다른 거리들은 또 다른 군 명예 수상자인 조지 페리 제독의 이름을 따서 명명되었다.